# Oreogeton mitrephorus
Oreogeton mitrephorus är en tvåvingeart som beskrevs av Axel Leonard Melander 1927. Oreogeton mitrephorus ingår i släktet Oreogeton och familjen Oreogetonidae.
Artens utbredningsområde är Idaho. Inga underarter finns listade i Catalogue of Life.